# Средигорненський сільський округ
Средиго́рненський сільський округ (каз. Средигор ауылдық округі, рос. Средигорненский сельский округ) — адміністративна одиниця у складі Алтайського району Східноказахстанської області Казахстану. Адміністративний центр — село Средигорне.
Населення — 885 осіб (2021; 1502 у 2009, 1966 у 1999, 2032 у 1989).
Станом на 1989 рік існувала Средигорна сільська рада (села Александровка, Андрієвка, Средигорне, Ширкайин).

## Склад
До складу округу входять такі населені пункти:
| Населений пункт     | Старі назви | Населення, осіб (1989) | Населення, осіб (1999) | Населення, осіб (2009) | Населення, осіб (2021) |
| ------------------- | ----------- | ---------------------- | ---------------------- | ---------------------- | ---------------------- |
| Александровка, село | -           | 234                    | 239                    | 192                    | 47                     |
| Андрієвка, село     | -           | 274                    | 255                    | 200                    | 78                     |
| Средигорне, село    | -           | 1065                   | 963                    | 743                    | 535                    |
| Чиркаїн, село       | Ширкайин    | 459                    | 509                    | 367                    | 225                    |